# Delray Beach
Delray Beach is een stad in de Amerikaanse staat Florida. In het jaar 2000 had de stad volgens het US Census Bureau 60.020 inwoners. In 2006 waren dat er 64.095, wat een stijging van 6,8% is.
Delray Beach ligt in het zuiden van Florida aan de Atlantische kust tussen de steden Boynton Beach en Boca Raton. De stad heeft een totaaloppervlakte van 41,2 km². Daarvan is 39,8 km² land en 1,4 km² water.
In Delray Beach bevindt zich het hoofdkwartier en de botanische tuin van de American Orchid Society.

## Partnersteden
Delray Beach heeft de volgende partnersteden:

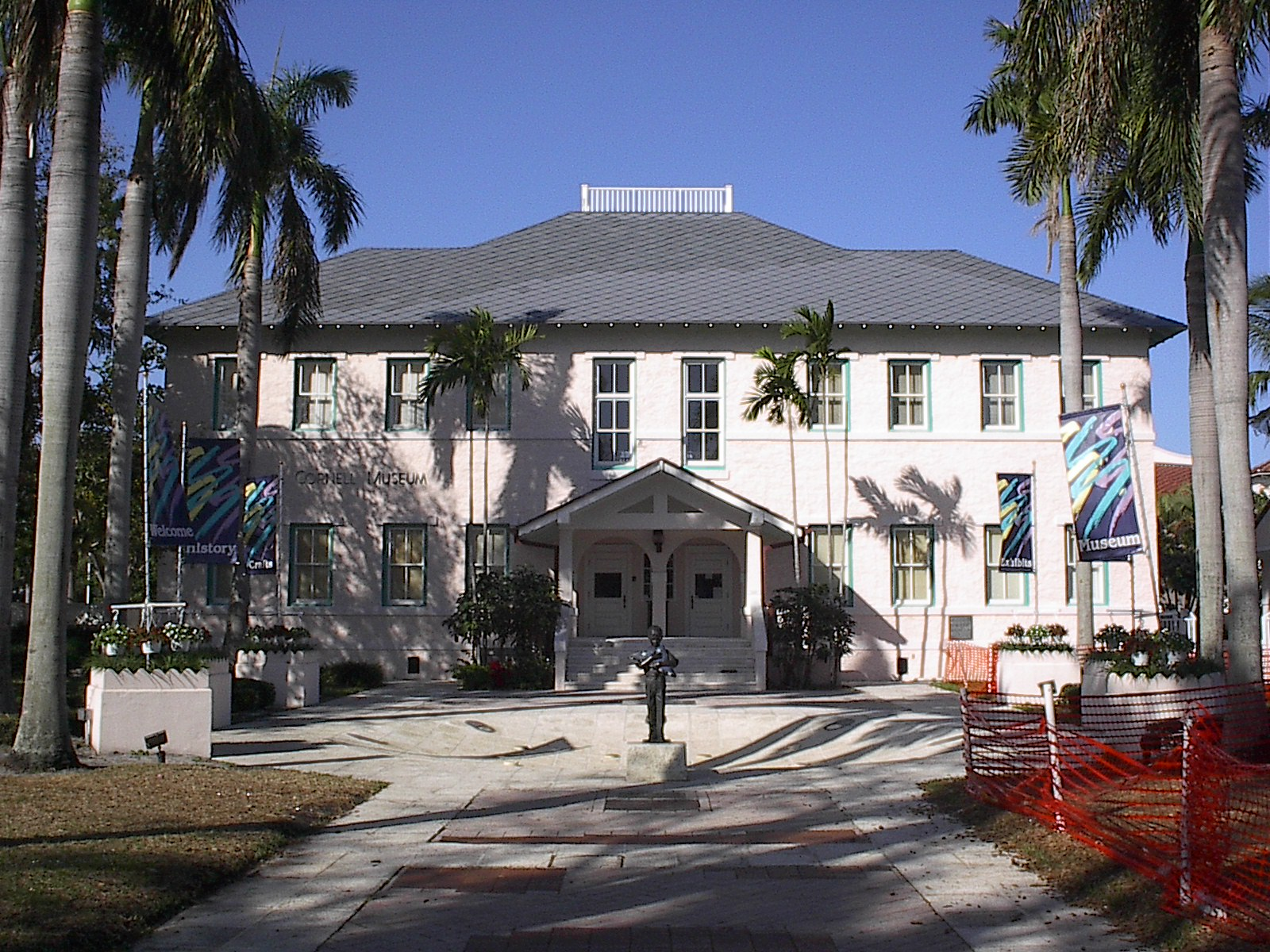
Cornell Museum in Delray Beach

- Miyazu, Japan
- Moshi, Tanzania

## Plaatsen in de nabije omgeving
De onderstaande figuur toont nabijgelegen plaatsen in een straal van 8 km rond Delray Beach.

## Geboren in Delray Beach
- Cori ("Coco") Gauff (2004), tennisspeelster